# Gregorio López Pelayo
Gregorio López Pelayo, španski rokometaš, * 29. september 1951, † 8. junij 1987, Barcelona.
Leta 1980 je na poletnih olimpijskih igrah v Moskvi v sestavi španske rokometne reprezentance osvojil 5. mesto.